# Het Baken (scholengemeenschap)
Het Baken Almere  is een stichting voor interconfessioneel onderwijs in Almere. Hier vallen vijf scholen onder: Stad College is een vakcollege voor vmbo onderwijs, Poort Lyceum voor havo en mavo, Park Lyceum met mavo, havo en atheneum onderwijs, Trinitas Gymnasium en tot slot International School Almere. Ze biedt alle vormen van voortgezet onderwijs aan.
De Stichting Interconfessioneel Voortgezet Onderwijs Almere was tot en met 2008 het schoolbestuur van Het Baken. In de periode 2007-2008 is SIVOA opgegaan in de Amarantis Onderwijsgroep. Met de ontbinding van Amarantis is Het Baken per 1 augustus 2012 weer zelfstandig geworden, maar nu als "Het Baken Almere, stichting voor interconfessioneel onderwijs".

## Leerlingenraad
Op elke vestiging van het Baken is een leerlingenraad (de LLR). Deze bestaat uit 10 à 15 leerlingen, van alle leerjaren. De leerlingenraad heeft een actieve rol binnen de besluitvorming op school.

## Lespakket
Het lessenpakket van alle schoolsoorten en klassen op Het Baken bestaat uit een standaard aantal vakken. Een vak dat niet op alle scholen wordt gegeven is Levensbeschouwing. In dit vak komt de oecumenische grondslag van de school tot uiting. De leerlingen leren over meerdere religieuze en niet-religieuze stromingen. Op Baken Stad College volgen de leerlingen in leerjaar 1 en 2 naast de standaardvakken ook een Talentklas, zoals News4You of Science Lab. Op Baken Park Lyceum hebben de leerlingen van atheneum 5 de kans om op uitwisseling te gaan met leerlingen van een Europese school. 

## Vestigingen
- Stad College, Vakcollege voor vmbo (lwoo, bbl, kbl, tl)
- Park Lyceum, havo, atheneum, tl/mavo
- Trinitas Gymnasium,  gymnasium
- Poort Lyceum, mavo, havo
- International School Almere, IB

## Bekende oud-leerlingen
- Lea Bouwmeester, Tweede Kamerlid
- Angela Esajas, artist
- Dorien Haan, actrice
- Joram van Klaveren, Tweede Kamerlid
- Kofi Mensah, voetballer
- Valerio Zeno, presentator